# Erik Fosnes Hansen
Erik Fosnes Hansen (n. 6 iunie 1965, New York City, New York, SUA) este un scriitor norvegian. La 20 de ani a debutat cu romanul Falketårnet.